# Фушльзее
Фушльзее (нім. Fuschlsee) — озеро в Австрії. Це мальовниче озеро розташоване неподалік від Зальцбурга на висоті 664 м над рівнем моря. На березі озера стоїть селище Фушль-ам-Зее. Озеро відрізняється дуже гарним екологічним станом і дуже чистою водою. Належить до басейну Дунаю. Його площа становить 2,7 км², а максимальна глибина — 67,3 м. Вода тут дуже тепла і чиста, з прекрасним смарагдовим відтінком. Озеро знаходиться в оточенні чудових доглянутих лісів, які є заповідником національного значення.
Замисленість і тиша Фушльзее, чарівність його чудових ландшафтів, величні гори, тихі долини, засніжені вершини і сонячні альпійські луки завжди надихали знаменитих художників, композиторів і поетів. Озеро приваблює туристів добре розвиненою інфраструктурою і м'яким кліматом. На тутешніх берегах можна покататися на конях, сходити на риболовлю, взяти участь в велосипедній прогулянці, а також пограти в теніс, пляжний волейбол і гольф.
На озері обладнані спеціальні зони для купання — міські пляжі «Фушль» і «Столінгерхоф». Протягом року тут проводять різні культурні заходи і фестивалі. На березі Фушльзее знаходиться спортивний комплекс, який володіє дитячими майданчиками, басейнами, красивими парками, тренажерними залами, саунами і лікувальними кабінетами.